# Вітрильний спорт на літніх Олімпійських іграх 1972
Змагання з вітрильного спорту на літніх Олімпійських іграх 1972 в Мюнхені тривали з 29 серпня до 8 вересня в Кільській бухті. Розіграно 6 комплектів нагород у відкритих дисциплінах, тобто жінки могли змагатися нарівні з чоловіками, однак змагалися лише чоловіки.

## Країни
| Аргентина (ARG)      | Австралія (AUS)                       | Австрія (AUT)           | Багамські Острови (BAH) |
| Бельгія (BEL)        | Бермуди (BER)                         | Бразилія (BRA)          | Канада (CAN)            |
| Данія (DEN)          | Іспанія (ESP)                         | Фінляндія (FIN)         | Франція (FRA)           |
| ФРН (FRG)            | Велика Британія (GBR)                 | НДР (GDR)               | Греція (GRE)            |
| Гонконг (HKG)        | Угорщина (HUN)                        | Індія (IND)             | Ірландія (IRL)          |
| Ізраїль (ISR)        | Американські Віргінські Острови (ISV) | Італія (ITA)            | Ямайка (JAM)            |
| Японія (JPN)         | Мексика (MEX)                         | Нідерланди (NED)        | Норвегія (NOR)          |
| Нова Зеландія (NZL)  | Філіппіни (PHI)                       | Польща (POL)            | Португалія (POR)        |
| Пуерто-Рико (PUR)    | Олімпійський комітет Росії (ROC)      | Швейцарія (SUI)         | Швеція (SWE)            |
| Чехословаччина (TCH) | Таїланд (THA)                         | Тринідад і Тобаго (TRI) | СРСР (URS)              |
| США (USA)            | Югославія (YUG)                       |                         |                         |

## Медальний залік
| Дисципліна              | Золото                                                    | Срібло                                                       | Бронза                                                |
| ----------------------- | --------------------------------------------------------- | ------------------------------------------------------------ | ----------------------------------------------------- |
| 1972: Фінн              | Франція (FRA) · Серж Морі                                 | Греція (GRE) · Іліас Хатципавліс                             | СРСР (URS) · Віктор Потапов                           |
| 1972: Летючий голандець | Велика Британія (GBR) · Родні Петтіссон · Крістофер Девіс | Франція (FRA) · Їв Пажо · Марк Пажо                          | ФРН (FRG) · Уллі Лібор · Петер Науманн                |
| 1972: Темпест           | СРСР (URS) · Валентин Манкін · Віталій Дирдира            | Велика Британія (GBR) · Алан Воррен · Девід Гант             | США (USA) · Ґлен Фостер · Пітер Дін                   |
| 1972: Зоряний           | Австралія (AUS) · Девід Форбс · Джон Андерсон             | Швеція (SWE) · Пелле Петтерссон · Стеллан Вестердаль         | ФРН (FRG) · Вільгельм Кувайде · Карстен Маєр          |
| 1972: Солінґ            | США (USA) · Гаррі Мелджес · Вільям Аллен · Вільям Бентсен | Швеція (SWE) · Стіґ Веннерстрем · Бу Кнапе · Стефан Крок     | Канада (CAN) · Девід Міллер · Пол Коте · Джон Екелс   |
| 1972: Дракон            | Австралія (AUS) · Джон К'юніо · Томас Андерсон · Джон Шоу | НДР (GDR) · Пауль Боровскі · Карл-Гайнц Тун · Конрад Вайхерт | США (USA) · Доналд Коен · Чарлз Гортер · Джон Маршалл |

## Таблиця медалей
| Місце                | Країна                | Золото | Срібло | Бронза | Загалом |
| -------------------- | --------------------- | ------ | ------ | ------ | ------- |
| 1                    | Австралія (AUS)       | 2      | 0      | 0      | 2       |
| 2                    | Велика Британія (GBR) | 1      | 1      | 0      | 2       |
| 2                    | Франція (FRA)         | 1      | 1      | 0      | 2       |
| 4                    | США (USA)             | 1      | 0      | 2      | 3       |
| 5                    | СРСР (URS)            | 1      | 0      | 1      | 2       |
| 6                    | Швеція (SWE)          | 0      | 2      | 0      | 2       |
| 7                    | Греція (GRE)          | 0      | 1      | 0      | 1       |
| 7                    | НДР (GDR)             | 0      | 1      | 0      | 1       |
| 9                    | ФРН (FRG)             | 0      | 0      | 2      | 2       |
| 10                   | Канада (CAN)          | 0      | 0      | 1      | 1       |
| Загалом (10 збірних) | Загалом (10 збірних)  | 6      | 6      | 6      | 18      |